# Mauro Bettin
Mauro Bettin (Miane, província de Treviso, 21 de desembre de 1968) va ser un ciclista italià. Un cop retirat de la seva carrera professional a la carretera, es va passar a la bicicleta de muntanya on va obtenir certs èxits.

## Palmarès en ruta
- 1991
  - 1r a la Piccola Sanremo
  - 1r al Gran Premi Santa Rita
- 1993
  - 1r al Giro d'Oro
  - 1r al Tour d'Hainaut i vencedor d'una etapa
  - 1r a la Vicenza-Bionde
- 1994
  - 1r al Gran Premi Jef Scherens
  - 1r a la Niederosterreich Rundfahrt i vencedor d'una etapa
- 1995
  - 1r al Giro dei Sei Comuni
- 1996
  - Vencedor d'una etapa a la Volta a Suïssa

### Resultats al Tour de França
- 1995. 99è de la classificació general

### Resultats al Giro d'Itàlia
- 1995. 84è de la classificació general
- 1996. 64è de la classificació general
- 1997. 88è de la classificació general

### Resultats a la Volta a Espanya
- 1997. 59è de la classificació general

## Palmarès en ciclisme de muntanya
- 2002
  -  Campió d'Europa en Marató
- 2005
  - 1r a la Copa del món en Marató